# Étienne-Antoine Grangier
Pour les articles homonymes, voir Grangier.
Étienne-Antoine Grangier (1733 - Sancerre, 4 septembre 1782) était un procureur du roi, notaire royal et administrateur français

## Biographie
Fils de Pierre Grangier, procureur du comté de Sancerre, Étienne-Antoine fut avocat, notaire à Sancerre (1777-1782) avant d'être procureur du roi au comté de Sancerre. Il est également subdélégué de l'intendant. Il atteignit l'apogée de sa carrière administrative sous l'Ancien Régime lorsqu'il fut élu le 12 juillet 1778 pour représenter le Tiers État du bailliage de Sancerre au sein de la nouvelle Assemblée provinciale du Berry. 
Il épousa en 1755 Anne-Suzanne Simon, avec laquelle il eut un fils : Pierre-Joseph Grangier, né le 12 mars 1758 à Sancerre et titulaire de la Légion d'honneur.

## Sources
- Répertoire des notaires, Archives départementales du Cher.